# Ronald Donev
Ronald Donev (Bulgaars : Роналд Донев) (Sofia, 13 mei 1991)  is een voormalig Bulgaars voetballer.

## Loopbaan
Donev werd geboren in Sofia. Hij speelt voor eerst als een professionele voetballer bij Botev Plovdiv. Verder speelde hij bij andere clubs FK Lokomotiv 1929 Sofia, PFK Svetkavitsa 1922, Spartak Varna, Septemvri Sofia en FK Tsarsko Selo Sofia. Donev beëindigen zijn carrière in 2017.
Ronald Donev is zoon van voormalige Bulgaar voetballer Dontsjo Donev.